# Symmachia exigua
Espèce
Symmachia exigua est un insecte lépidoptère appartenant à la famille  des Riodinidae et au genre Symmachia.

## Taxonomie
Symmachia exigua a été décrit par Bates en 1868 sous le nom de Metacharis exigua.

## Description
Symmachia exigua est un papillon ocre clair ornementé de marron avec une ligne submarginale de taches marron puis sur toute la surface des ailes un marbré de plusieurs tons de marron.
Le revers présente la même ornementation sur un fond plus clair, plus beige.

## Écologie et distribution
Symmachia exigua est présent au Brésil.

### Protection
Pas de statut de protection particulier.